# Pawel Schirschikow
Pawel Schirschikow (russisch Павел Ширшиков; englische Transkription Pavel Shirshikov; * 1986 oder 1987) ist ein professioneller russischer Pokerspieler. Er gewann 2017 das Main Event der PokerStars Championship.

## Pokerkarriere
Schirschikow stammt aus Sankt Petersburg. Er spielt auf der Onlinepoker-Plattform PokerStars unter dem Nickname OMGinmarsat8. Schirschikow gewann Ende Mai 2017 das Main Event der PokerStars Championship in Sotschi. Dafür setzte er sich gegen 386 andere Spieler durch und erhielt eine Siegprämie von 29,1 Millionen russischen Rubel, zu diesem Zeitpunkt umgerechnet über 500.000 US-Dollar. Seitdem blieben größere Turniererfolge aus.